# Terreros (estación)
La estación sencilla Terreros - Hospital C.V. hace parte del sistema de transporte masivo de Bogotá, TransMilenio, inaugurado en el año 2000.

## Ubicación
La estación se encuentra ubicada en el sector centro-noreste de Soacha, específicamente sobre la Autopista Sur con Calle 35. En sus cercanías se encuentran el comando general de Policía de Soacha y el Hospital Cardiovascular del que también toma su nombre. Atiende también la demanda de los barrios San Mateo, Rincón de Santa Fe, El Trébol y sus alrededores.

## Origen del nombre
El primer nombre de la estación es en alusión directa a una hacienda declarada patrimonio histórico de Soacha y por la Avenida que pasa cerca a la estación. Su segundo nombre lo toma del Hospital Cardiovascular del Niño de Cundinamarca ubicado a 700 metros de la estación, principalmente se iba a llamar «Terreros», sin embargo, al nombre de la estación se le añadió el texto «Hospital C.V.» el día de su inauguración, la estación está ubicada en el amplio sector de San Mateo por lo cual la Avenida es una de las entradas principales al barrio San Mateo.

## Historia
La inauguración de la estación se retrasó debido a las demoras de la construcción de la fase I en Soacha. El 4 de agosto de 2016 se puso en funcionamiento un nuevo vagón al costado sur del puente peatonal que da acceso a la estación para ampliar la capacidad de la estación.
Durante el Paro nacional de 2021, la estación sufrió diversos ataques que afectaron de forma considerable las puertas de vidrio y demás infraestructura de la estación, razón por la cual se encontró inoperativa. Por ello se implementó un servicio circular como contingencia.

## Servicios de la estación

### Servicios troncales
| Tipo                                                  | Rutas al Norte | Rutas al Oriente | Rutas al Occidente | Rutas al Sur |
| ----------------------------------------------------- | -------------- | ---------------- | ------------------ | ------------ |
| Expresos todos los días todo el día                   | E42            |                  | K43                | G42G43       |
| Expresos lunes a sábado todo el día                   |                | L41              |                    | G41          |
| Expresos lunes a viernes hora pico mañana y tarde     | G45            |                  |                    | G45          |
| Expresos sábados hora pico de la mañana y de la tarde | B46            |                  |                    | G46          |
| Expresos sábados hora pico de la mañana               | G45            |                  |                    | G45          |

### Esquema
| ← Norte |         |          |         |
| B46E42  | G45     | Calle 36 | K43L41  |
| Vagón 3 | Vagón 2 | Puente   | Vagón 1 |
| G41G46  | G45     | Calle 36 | G42G43  |
| Sur →   |         |          |         |

## Ubicación geográfica
| Noroeste: Comuna 3 La Despensa                  | Norte: Comuna 3 La Despensa | Nordeste: G León XIII       |
| Oeste: Comuna 3 La Despensa                     |                             | Este: H Portal Tunal        |
| Suroeste: G San Mateo - Centro Comercial Unisur | Sur: Comuna 5 San Mateo     | Sureste: Comuna 5 San Mateo |